# Sean Smith (Footballspieler)
Sean Smith (* 14. Juli 1987 in Pasadena, Kalifornien) ist ein US-amerikanischer American-Football-Spieler. Er spielte zuletzt auf der Position des Cornerbacks für die Oakland Raiders in der National Football League (NFL). Zuvor war er bereits bei den Miami Dolphins und den Kansas City Chiefs unter Vertrag.

## College
Smith, der schon früh großes sportliches Talent erkennen ließ – so spielte er in der Highschool auch Basketball und betrieb Leichtathletik –, besuchte die University of Utah und spielte für deren Team, die Utah Utes erfolgreich College Football. Er wurde ursprünglich als Runningback verpflichtet, wurde aber zunächst als Wide Receiver aufgeboten. Erst gegen Ende seiner ersten Spielzeit wurde er zum Cornerback umfunktioniert. In der Folge konnte er insgesamt 80 Tackles setzen, 1,0 Sack erzielen und 16 Pässe verteidigen. Darüber hinaus gelangen ihm neun Interceptions sowie ein Touchdown.

## NFL

### Miami Dolphins
Smith wurde im NFL Draft 2009 in der zweiten Runde als insgesamt 61. Spieler von den Miami Dolphins ausgewählt. Er konnte sich in seiner Rookie-Saison sofort im Team etablieren und lief in allen Partien als Starter auf. Auch die folgenden drei Spielzeiten erwies er sich als Stütze im Defensive Backfield der Dolphins.

### Kansas City Chiefs
Im März 2013 unterschrieb er bei den Kansas City Chiefs einen Dreijahresvertrag in der Höhe von 15 Millionen US-Dollar. Auch bei seinem neuen Team brachte er konstant gute Leistungen. 2015 wurde er von der Liga für drei Spiele gesperrt, nachdem er betrunken einen Blechschaden verursacht hatte und in der Folge eine Geldstrafe wegen Trunkenheit am Steuer verurteilt worden war.

### Oakland Raiders
2016 wechselte er zu den Oakland Raiders, bei denen er einen Vierjahresvertrag über 40 Millionen US-Dollar unterschrieb.
Im März 2018 wurde Smith von den Raiders entlassen, als ihm eine Haftstrafe drohte, da er im Jahr zuvor den Freund seiner Schwester bei einer Prügelei schwer verletzt hatte. Wenig später wurde er zu einem Jahr Haft verurteilt, von denen er fünf Monate verbüßen musste.